# Ḃ
Cette page contient des caractères spéciaux ou non latins. S’ils s’affichent mal (▯, ?, etc.), consultez la page d’aide Unicode.
Ḃ (minuscule : ḃ), appelé B point suscrit ou B point en chef, était un graphème utilisé dans l’alphabet irlandais et est utilisé dans la romanisation ISO 259 de l’hébreu. Il s’agit de la lettre B diacritée d’un point suscrit.

## Utilisation

B point suscrit de l’écriture gaélique.

Le B point suscrit a été utilisé dans l’écriture de l’irlandais avec l’écriture gaélique. Le point indique la lénition de la consonne. Il est aujourd’hui écrit ‹ bh ›.
Le B point suscrit est utilisé dans la romanisation ISO 259 (ISO 259 et ISO 259-2) de l’hébreu pour transcrire le beth avec daguech ‹ בּ ›.

## Représentations informatiques
Le B point suscrit peut être représenté avec les caractères Unicode suivants :
- précomposé (latin étendu additionnel)[1] :

| forme     | représentation | chaîne de caractères | point de code | description                             |
| --------- | -------------- | -------------------- | ------------- | --------------------------------------- |
| capitale  | Ḃ              | Ḃ                    | U+1E02        | lettre majuscule latine b point en chef |
| minuscule | ḃ              | ḃ                    | U+1E03        | lettre minuscule latine b point en chef |

- décomposé (latin de base, diacritiques) :

| forme     | représentation | chaîne de caractères | point de code | description                                         |
| --------- | -------------- | -------------------- | ------------- | --------------------------------------------------- |
| capitale  | Ḃ              | B◌̇                   | U+0042 U+0307 | lettre majuscule latine b diacritique point en chef |
| minuscule | ḃ              | b◌̇                   | U+0062 U+0307 | lettre minuscule latine b diacritique point en chef |

Il peut aussi être représenté avec des anciens codages ISO/CEI 8859-14 :
- capitale Ḃ : A1
- minuscule ḃ : A2